# Peregrín Estellés

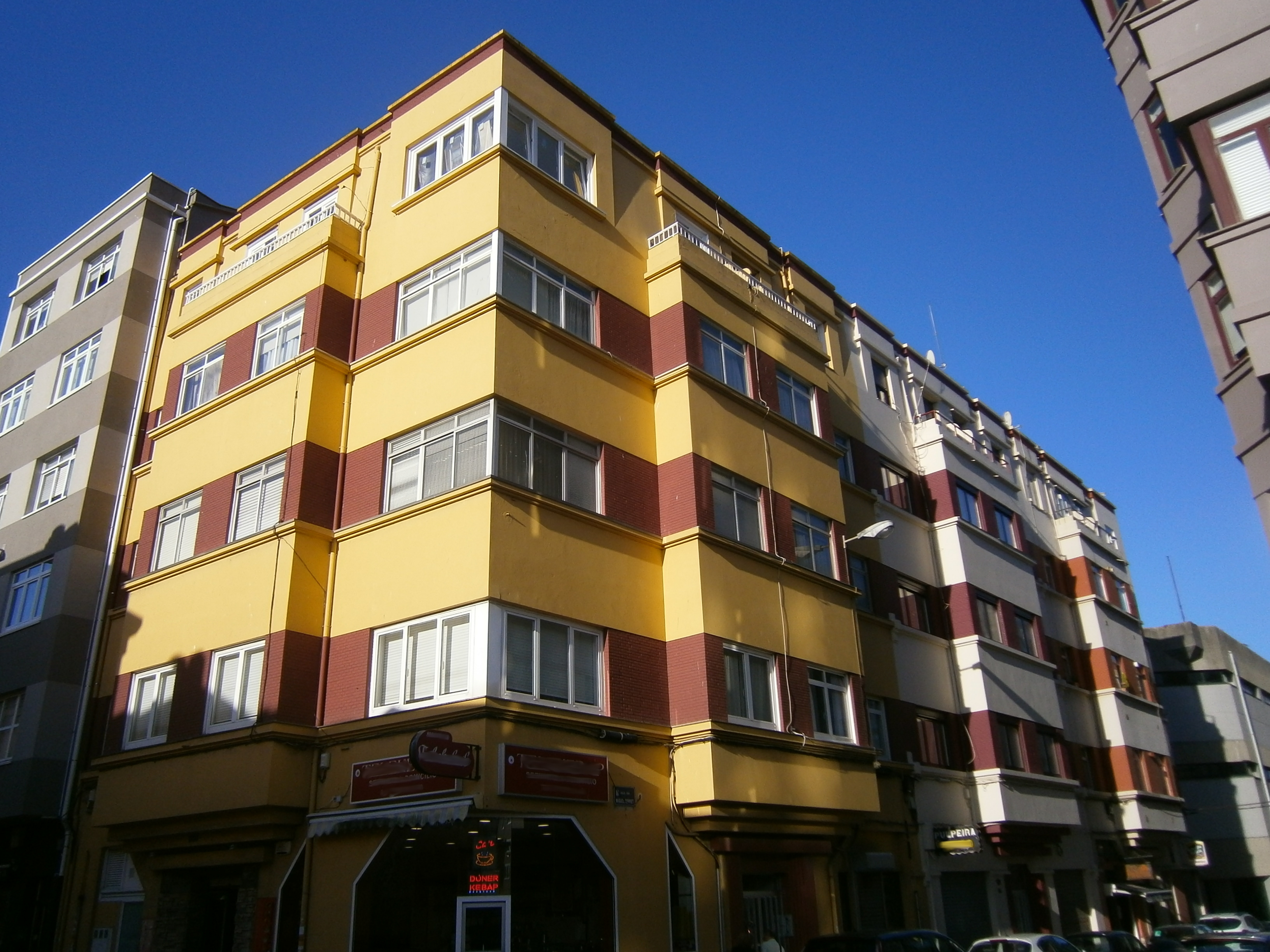
Edificio de la calle de la Torre en La Coruña, obra art déco individual de Estellés (1931).

Peregrín Estellés y Estellés (Valencia, 1891-Madrid, 1981) fue un arquitecto español.

## Trayectoria
Cuando estudiaba en la Escuela de Arquitectura de Madrid, Peregrín conoció y entabló amistad con el coruñés Antonio Tenreiro, donde ambos obtuvieron el título en 1919. Con él fundó un estudio en Madrid. En 1921 ambos se establecieron en La Coruña al ser contratados para la construcción de la sede del Banco Pastor y fundaron un estudio de arquitectura en la ciudad que se mantuvo activo durante 50 años. En 1930 ingresó en el servicio de tasación urbana del Ministerio de Hacienda. En 1969 volvió a Valencia. En 1973 se trasladó a Madrid, donde falleció en 1981.

## Obras
Junto con Antonio Tenreiro proyectó obras destacadas como la sede central en La Coruña del Banco Pastor (1922-1925). En 1932 se construyó la sede del banco en Ferrol, en el barrio de la Magdalena, con un alzado de estilo art déco. Se trataba de un vistoso edificio, que rompía con la arquitectura típica de las construcciones bancarias de la década anterior. En 1944 se le añadió una nueva planta y, a partir de 1975, se sucedieron distintas reformas que desvirtuaron tanto el interior como las fachadas originales de Estellés y Tenreiro.  Otras obras comunes fueron la casa Barrié, la casa Bailly o el Gran Cine de Ortigueira. Tenreiro se dedicó más a los aspectos formales y al diseño, mientras que Estellés trabajaba en las tareas constructivas y de estructuras.

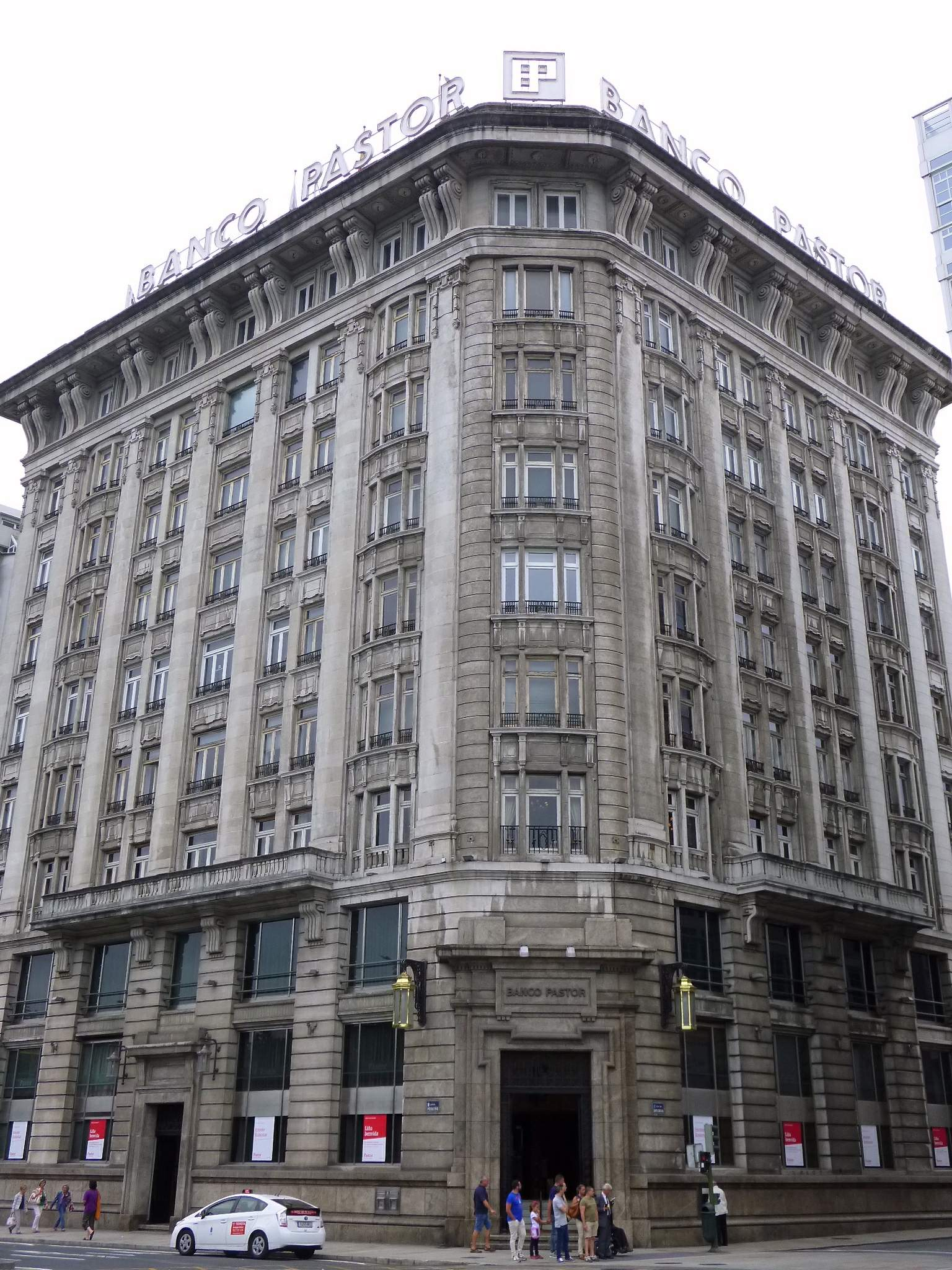
Sede del Banco Pastor (1922-1925).
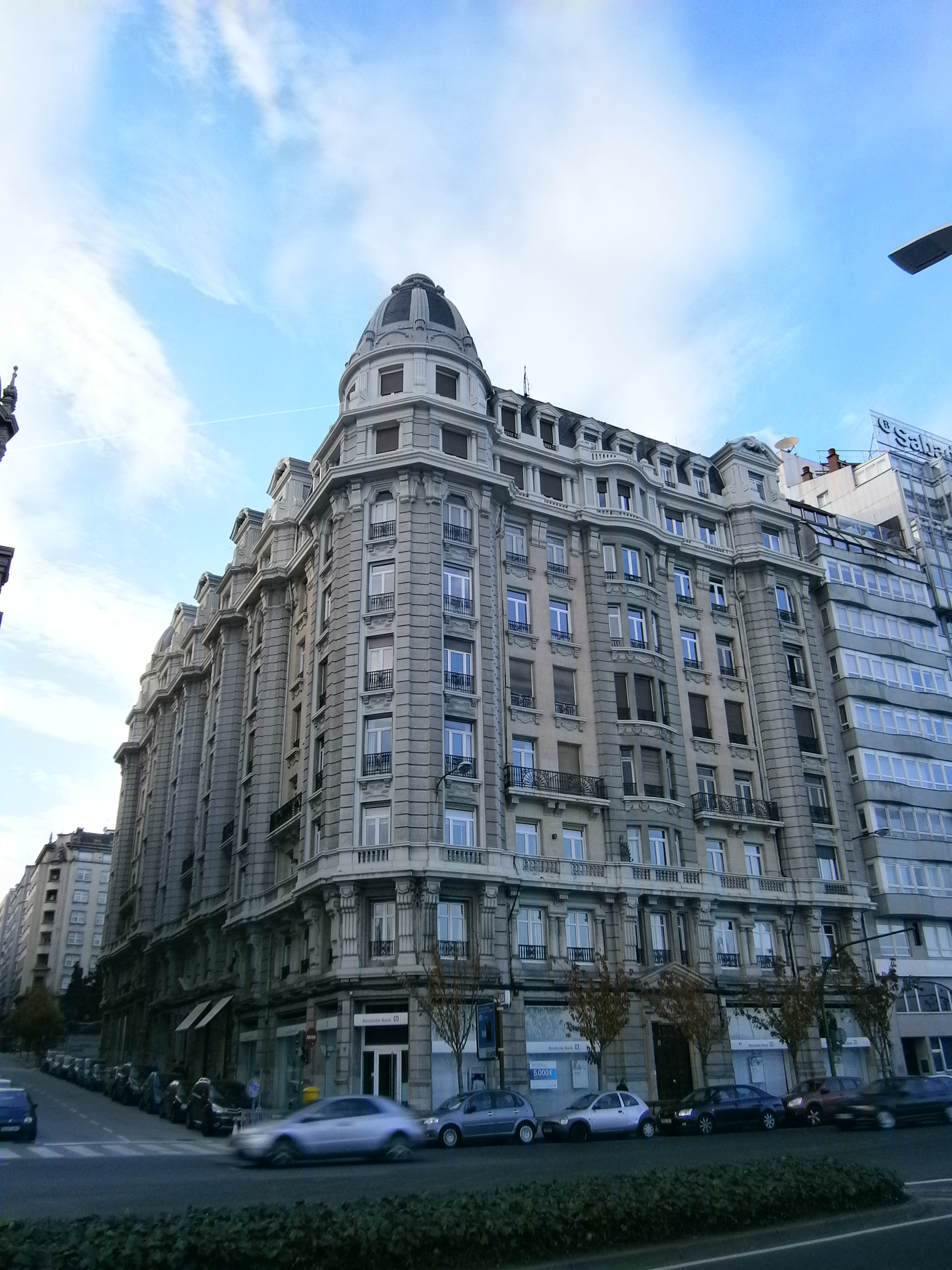
Casa Barrié (1926).
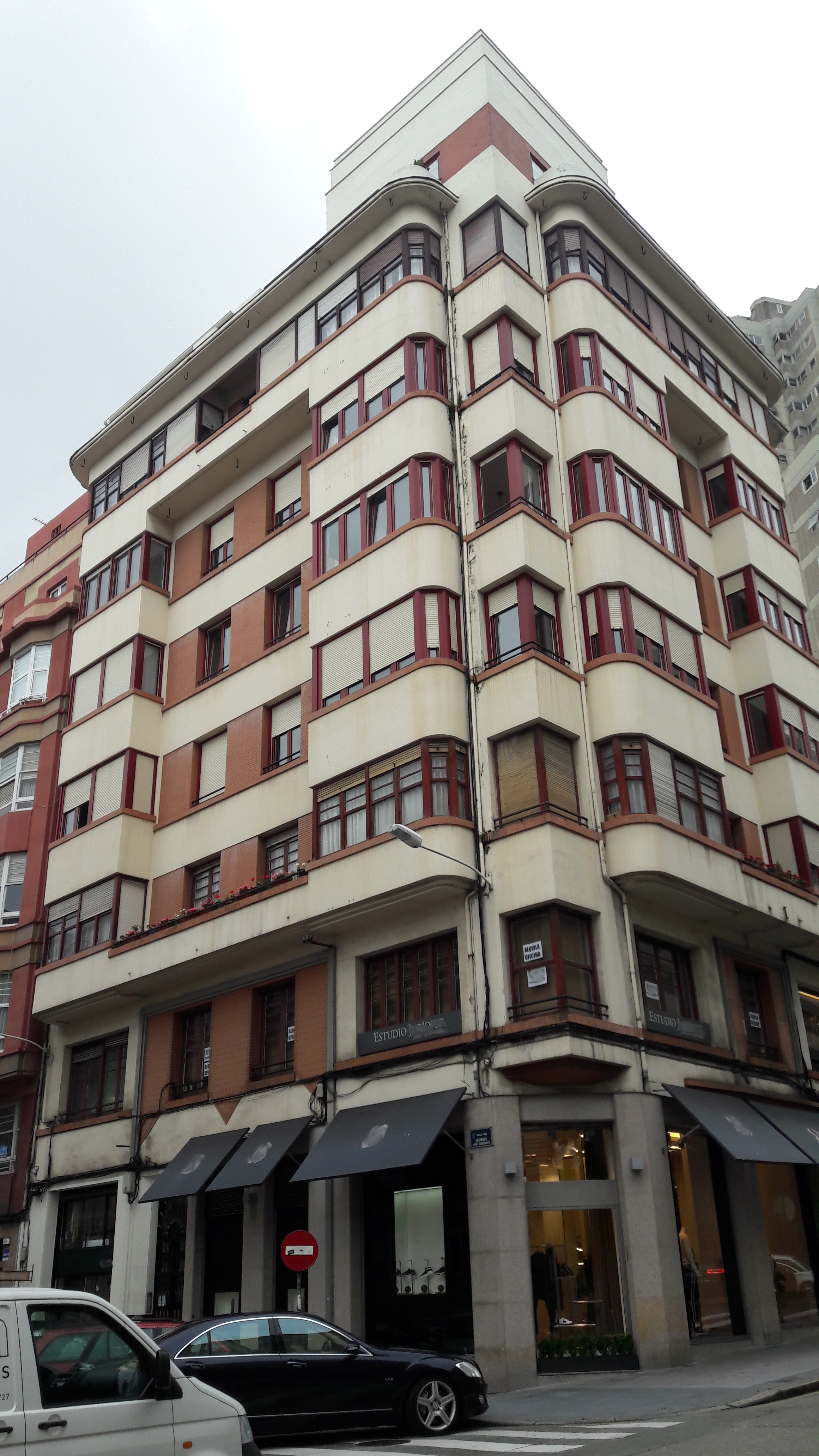
Casa Balas, en la calle de Ferrol de La Coruña (1933).
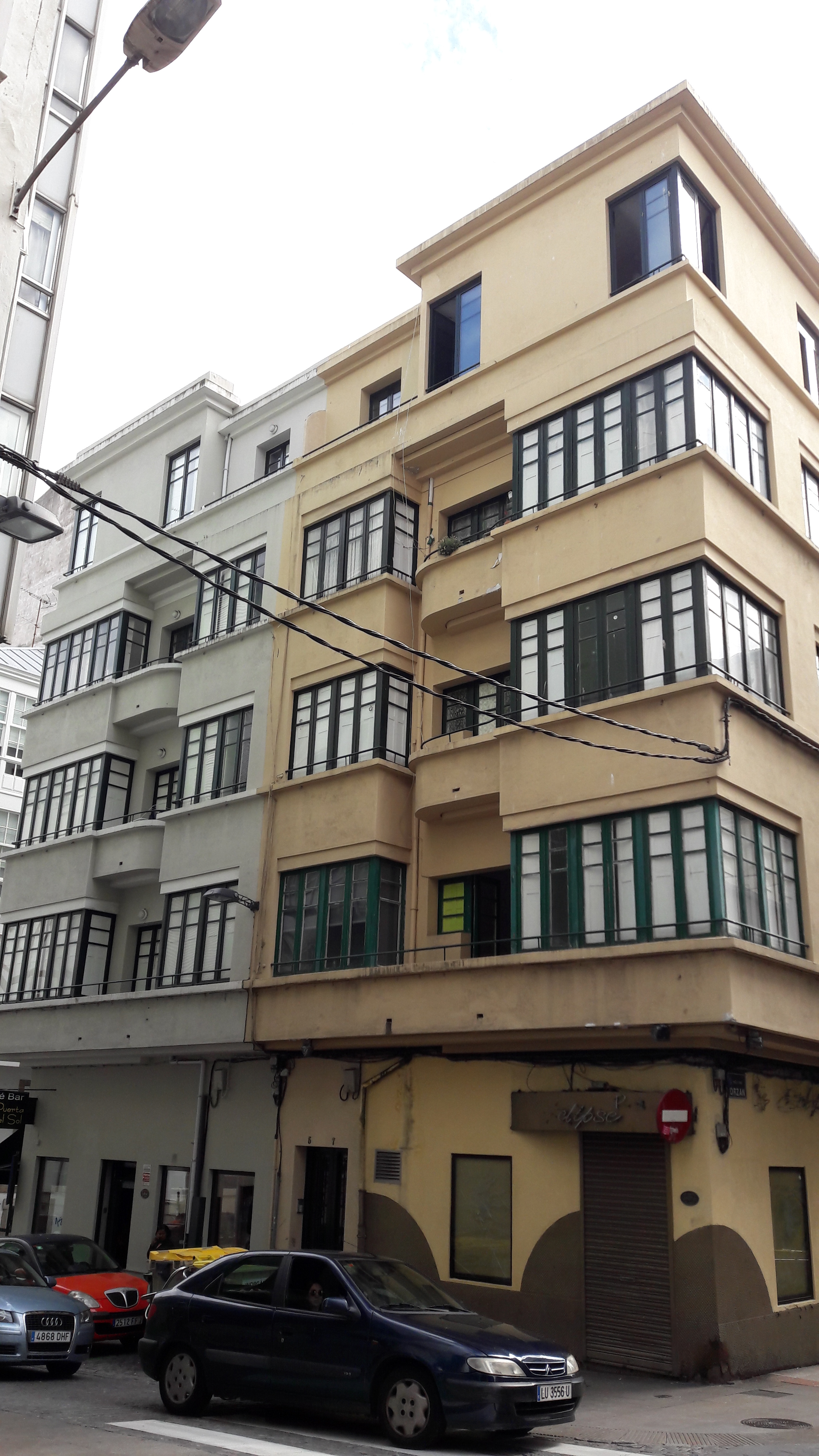
Casa de Santiago López, en la calle del Orzán de La Coruña (1934).
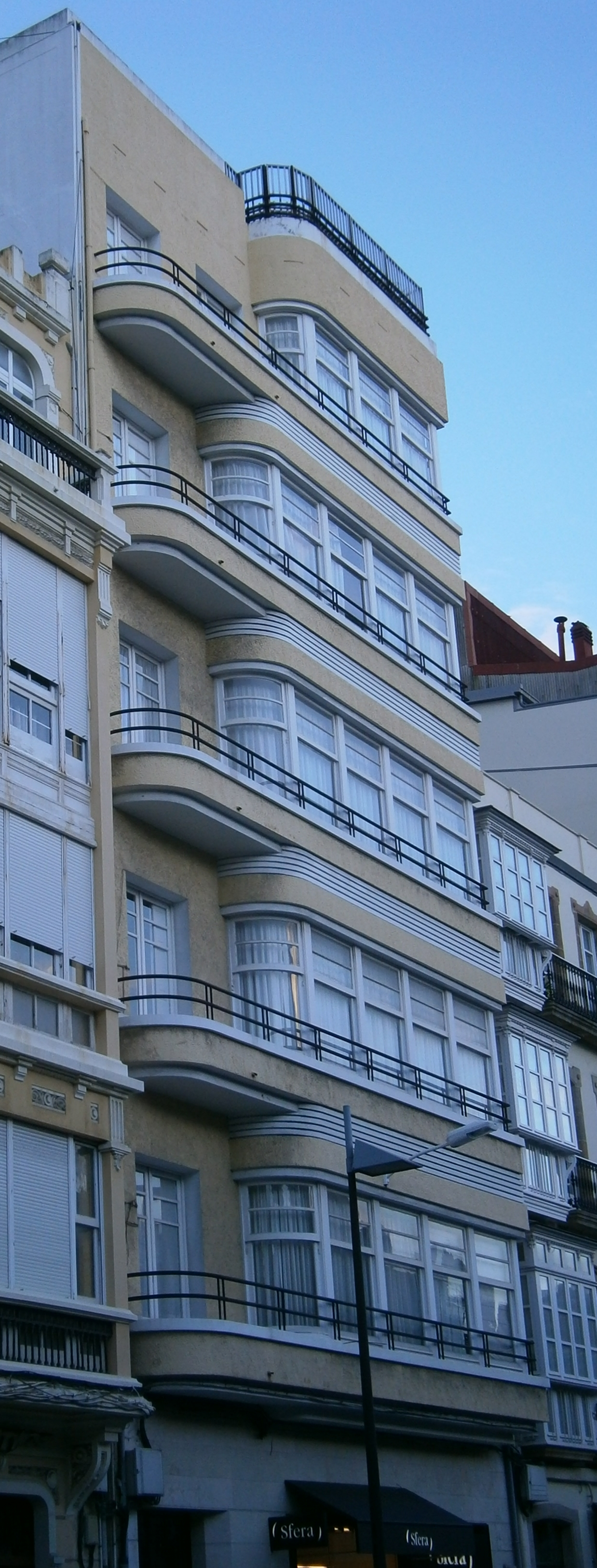
Casa d’Ortega, en la plaza de Lugo de La Coruña (1934).